# Герб Щучанского района
Герб Щучанского района Курганской области Российской Федерации — опознавательно-правовой знак, составленный и употребляемый в соответствии с геральдическими (гербоведческими) правилами, и являющийся официальным символом района как муниципального образования на территории Курганской области, символизирующий его достоинство и административное значение, единство его территории и населения, историческую преемственность, а также права органов местного самоуправления района.
Герб утверждён решениями Щучанской районной Думы от 12 ноября и 15 декабря 2009 года № 337.

## Описание
В зелёном поле между серебряными стеннозубчатыми (имеющими мерлоновые зубцы) главой и оконечностью – золотой косвенный, лапчатый на концах, крест, вписанный в широкое кольцо того же металла, имеющего с внешней стороны внутреннюю кайму в цвет поля.
Щит увенчан муниципальной короной достоинства: золотой территориальной с пятью видимыми зубцами.
Корона, венчающая щит, является геральдической короной достоинства, приличествующей району как муниципальному образованию.
Герб может воспроизводиться как с короной (полный герб), так и без неё (сокращенный герб); обе версии герба равноправны и имеют одинаковый статус.
Допускается воспроизведение символов района:
- В виде цветных или черно-белых (монохромных), объемных или графических изображений, а также с применением условной геральдической штриховки (шафировки);
- В различной технике исполнения и из различных материалов;
- В отличных от образцов размеров с сохранением геральдических характеристик.

При черно-белом (монохромном) воспроизведении герба с применением условной геральдической штриховки (шафировки):
- зелень передается штриховкой из линий, идущих слева сверху вправо вниз (при виде от зрителя);
- золото передается точками, которыми усеивается поверхность соответствующих фигур;
- серебро графически не передается (оставляется безо всякой штриховки).

Воспроизведение герба района допускается в щитах разных форм и в различных стилизациях, а также на любом декоративном фоне – за исключением тех случаев, когда изображения, сопровождающие герб, воспроизводят или имитируют геральдические атрибуты статуса, не предусмотренные геральдическим описанием (блазоном) герба.
Воспроизводимые изображения герба района (независимо от их размеров и техники исполнения), всегда должны в точности соответствовать его геральдическому описанию (блазону). 
Изобразительный эталон герба не устанавливается как противоречащий геральдико-правовым нормам, а также целям учреждения герба. Единственным эталоном герба является геральдическое описание (блазон). Роль прилагаемого рисунка – пояснительная.

## Первый вариант

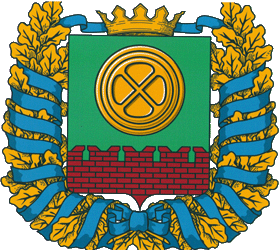
Герб Щучанского района, утверждён 12 ноября 2009 года

Первоначальный герб Щучанского района утверждён решением Щучанской районной Думы от 12 ноября 2009 года № 337 «Об официальных символах гербе и флаге Щучанского района». Этот герб по рекомендации Геральдического совета при Президенте РФ был доработан и претерпел изменения, которые отражены в решении Щучанской районной Думы от 15 декабря 2009 года № 337.